# Ichijō Uchisane
Ichijō Uchisane (一条 内実) (né en 1276, mort le 13 janvier 1304), fils du régent Ietsune, est un noble de cour japonais (kugyō) de l'époque de Kamakura (1185–1333). Uchitsune est le fils qu'il a avec une fille d'Ichijō Sanetsune. Une de ses filles est l'épouse consort du régent Takatsukasa Fuyunori.

## Source de la traduction
- (en) Cet article est partiellement ou en totalité issu de l’article de Wikipédia en anglais intitulé « Ichijō Uchisane » (voir la liste des auteurs).